# 周旋 (正統丙辰進士)
周旋（1397年—1454年），字中規，號畏菴，浙江溫州府永嘉縣橫瀆周嶴人，明朝政治人物。

## 生平
宣德十年（1435年）乙卯科浙江鄉試第三十三名舉人，正統元年（1436年）中式丙辰科會試第九十五名，一甲第一名進士（狀元）。授翰林院修撰，養病回籍。十三年（1448年）四月病愈，起復原職，景泰元年（1450年）八月升侍講，三年（1452年）四月升左春坊左庶子兼翰林院侍講，四年（1453年）六月吏部尚書何文淵被吏科都給事中林聰論劾，周旋為何文淵疏辯，同被林聰論劾後下獄，獲釋後起復原職，五年（1454年）正月卒於官。

## 著作
著有《畏菴集》。 

## 家族
曾祖周德銘；祖父周思賢；父周大順，母陶氏。永感下。弟周中璧。